# Antoine Semenyo
Antoine Serlom Semenyo (Chelsea, 7 januari 2000) is een Engels-Ghanees voetballer die bij voorkeur als aanvaller speelt. Hij tekende in 2023 voor AFC Bournemouth. In 2022 debuteerde hij voor Ghana.

## Clubcarrière
Semenyo brak in 2018 door bij Bristol City. Hij werd uitgeleend aan Bath City, Newport County en Sunderland. In januari 2023 trok hij voor circa 10,25 miljoen euro naar AFC Bournemouth. Op 30 april 2023 vierde hij zijn eerste doelpunt in de Premier League tegen Leeds United. Op 8 juli 2024 werd zijn contract verlengd tot 2029.

## Interlandcarrière
Semenyo werd geboren in de Londense wijk Chelsea maar mag dankzij zijn Ghanese afkomst voor Ghana uitkomen. Op 1 juni 2022 debuteerde hij voor Ghana tegen Madagaskar. In november 2022 was hij met Ghana actief op het Wereldkampioenschap voetbal 2022 in Qatar.